# ليشيس
ليشيس (بالإنجليزية: Lichess)‏ هو موقع شطرنج مجاني مفتوح المصدر يدار بواسطة منظمة غير هادفة للربح تحمل نفس الاسم. يستطيع أي شخص اللعب بشكل مجهول (بدون التسجيل أو ترك أي بيانات شخصية)، كما يمكن للاعبين إنشاء بريد إلكتروني للعب مباريات مقيمة. موقع ليشيس خالي من الاعلانات وكل مميزاته مفتوحة مجانا للجميع، وذلك لأن الموقع يمول عن طريق التبرعات.

## تاريخ الموقع
تم إنشاء موقع ليشيس في عام 2010 بواسطة المبرمج الفرنسي تيبو دوبلسيز. البرنامج الذي يدير موقع ليشيس وكذلك تصميم الموقع في الغالب برمجيات مفتوحة المصدر تحت رخصة (AGPL license) وكذلك بعض الرخص غير مفتوحة المصدر.
في الحادي عشر من فبراير عام 2015، تم إصدار التطبيق الرسمي للموقع لأجهزة الأندرويد. وأطلق تطبيق ال ios في الرابع من مارس 2015.
في 15 سبتمبر عام 2020، تم تصنيف الموقع في المرتبة 1,307 بواسطة موقع إليكسا إنترنت، وكان أغلب الزائرين من الولايات المتحدة، الهند، وألمانيا. وبحسب تصنيف موقع إليكسا فموقع ليشيس يحتل المرتبة الثانية بعد موقع شيس.كوم والذي احتل المرتبة الأولى.

## البطولات والأحداث

### Titled Arenas
في ديسمبر 2017 بدء موقع ليشيس استضافة بطولات Lichess Titled Arenas شهرياً مع تقديم جوائز مالية للفائزين بالألقاب، كل ضم بعض أفضل اللاعبين في العالم في مباراة الشطرنج الرصاصة (الإنجليزية: bullet chess). وكان الفائز بأول بطولة هو ماغنوس كارلسن، ومنذ ذلك الحين وهو يتنافس ويشارك في البطولات والأحداث بانتظام. وبعد ذلك ظهرت بعض الإصدارات المختلفة من المباريات والأحداث الشطرنجية مثل، blitz chess.
اعتباراً من سبتمبر 2020، حقق كارلسن  15 انتصاراً (Titled Arenas)، يلية اللاعب الإيراني علي رضا فيروزجا ب 11 بطولة وبعض المشاركين الآخرين مثل فابيانو كارونا، ماكسيم فاشي-لاغراف، فلاديمير فيدوسييف، فلاديسلاف أرتيمييف، أليكساندرا غريشك، وأنيش غاري.

### Steamer team battles
ابتداءا من كانون الثاني (يناير) 2020، بدأ موقع ليشيس في استضافة معارك الفريق، حيث يلعب اللاعبون في بطولة محاولين الحصول على أكبر عدد ممكن من النقاط. ومن بين لاعبين الشطرنج المشاركين أندرو تانغ، وسيرجي شيبوف، وأنطونيو راديتش، وإيابا نيجنيك، وسيرجي زيغلوكو، وفيونا ستيل-أنتوني.

### Quarterly marathons
يستضيف موقع ليشيس حدثا ماروثوانياً موسمين أربع مرات في كل سنة علي مدار 24 ساعة، حيث يربح الفائزين علي كأس تضاف علي صفحتهم الشخصية.

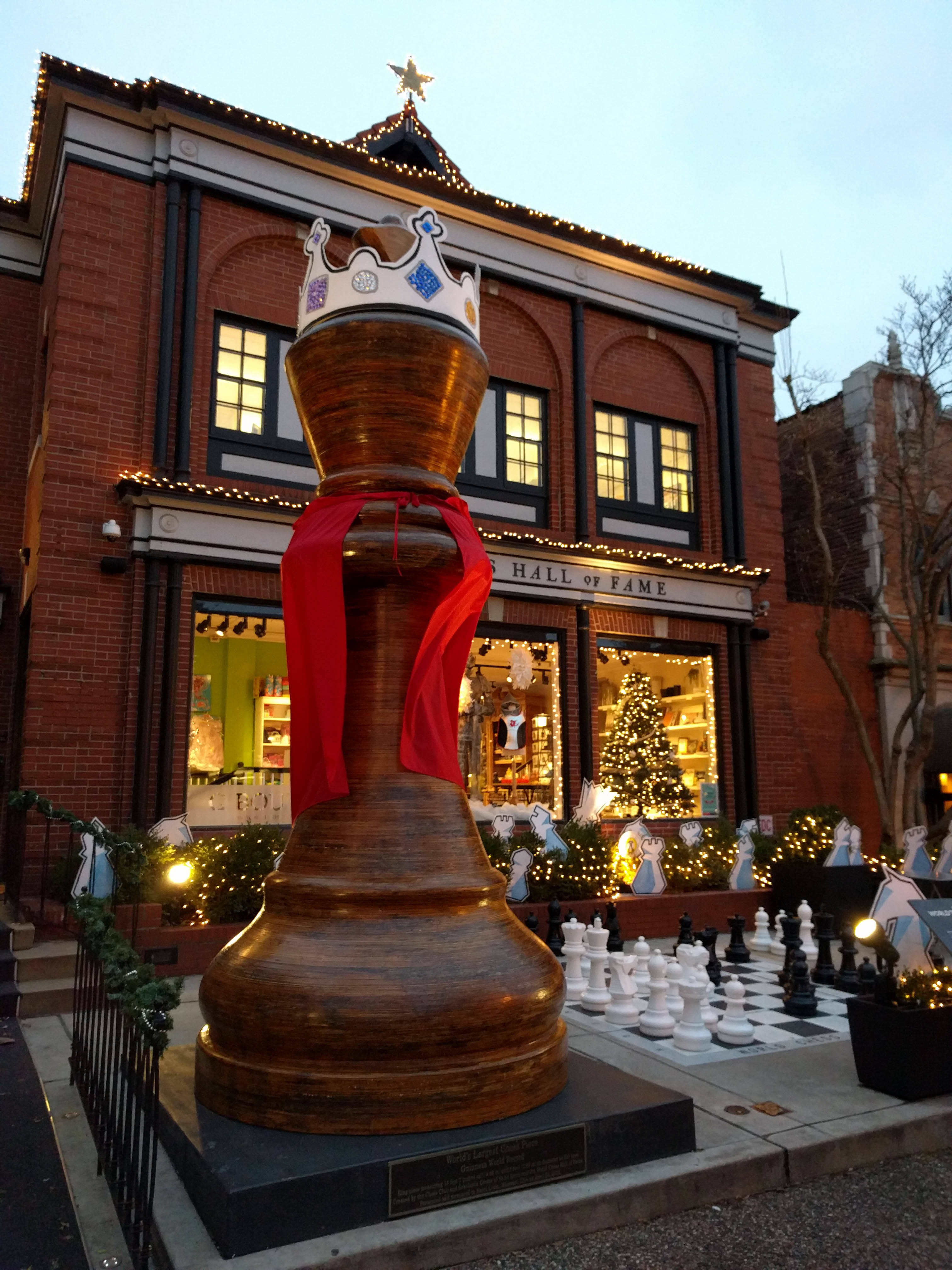
مدخل نادي سانت لويس

### Saint Louis Chess Club
يقيم نادي سانت لويس للشطرنج الأحداث والبطولات بأنتظام علي موقع ليشيس بأموال وجوائز كبيرة، وتجذب البطولات أفضل اللاعبين علي مستوي العالم للمنافسة فيها.
في مايو 2020، استضاف نادي سانت لويس للشطرنج حدث خروج المغلوب بأربعة لاعبين بجوائز قدرها 100000 دولار. وكان المشاركين هم فابيانو كاروانا، ويسلي سو، لينير دومينغيز بيريز، وهيكارو ناكامورا. وكان الفائز بهذا الحدث هو ويسلي سو بفوزه على كاروانا في المبارة الفاصلة في النهائي، بعد نتيجة 9-9.
في يونيو 2020، استضاف نادي سانت لويس للشطرنج حدث خروج المغلوب بثمان لاعبين، مع جائزه كلية قدرها 265000 دولار، وتلك كانت أكبر جائزة مالية لحدث يقام للشطرنج عبر الإنترنت في ذلك الوقت. وشارك في هذه البطولة ماغنوس كارلسن، ماكسيم فاشير لاغراف، لينير دومينغيز بيريز، ألكسندر جريشوك، ليفون أورنيان، فابيانو كاروانا، ويسلي سو، وجيفري شيونغ. وفاز كارلسن بالحدث بفوزه على كاروانا 9.5-8.5 في النهائيات.
في سبتمبر 2020، استضاف نادي سانت لويس للشطرنج بطولة Champions showdown : chess 9LXon Lichess، بجوائز مالية قدرها 150 ألف دولار. وفاز كارلسن وناكاموارا بالحدث بالاشتراك، بنتيجة 6/9 لكلاهما.
وفي وقت لاحق من سبتمبر 2020، استضاف نادي سانت لويس للشطرنج حدث Slcc 2020 saint Louis Rapid and Blitz on Lichess. مع جائزة مالية قدرها 250.000 دولار،  بمشارك عشرة لاعبين.

### Miscellaneous
في أبريل 2020، لعب ماغنوس كارلسن وعلي رضا فيروزجا مباراة رصاصة على ليتشيس، وكان الفائز في المباراة الإجمالية أول لاعب يحقق 100 فوز. بعد 194 مباراة فاز فيروزجة بالمباراة.
في مايو 2020، استضافت ليتشيس الحدث الخيري المسرحي من أجل روسيا، لجمع الأموال للمستشفيات والعاملين الصحيين الذين يكافحون جائحة COVID-19.  جمع الحدث 24.670.000 روبل (335,000 دولار) وفاز بها ألكسندر جريشوك، بفوزه على إيفجيني توماشيفسكي في النهائيات. ومن بين المشاركين الآخرين فلاديمير كرامنيك، وإيان نيبومنياشتشي، وسيرجي كارجاكين، وبيتر سفيدلر.
في نفس الشهر، استضاف العديد من لاعبي الشطرنج (بما في ذلك سيباستيان فيلر) حدثًا خيريًا في ليتشيس لجمع الأموال لمستشفى ميرسي في ميتز أثناء جائحة COVID-19.
في يونيو 2020، أصدرت Lichess بيانًا لدعم حركة Black Lives Matter، واستضافت حدثًا خيريًا لجمع الأموال نيابة عنها.
في أغسطس 2020، استضاف الاتحاد القطري للشطرنج بطولة كتارا الدولية للرصاص على Lichess، بجوائز مالية قدرها 10000 دولار. وفاز بالحدث ماغنوس كارلسن بفوزه على دانيال ناروديتسكي في النهائيات.

## مميزات

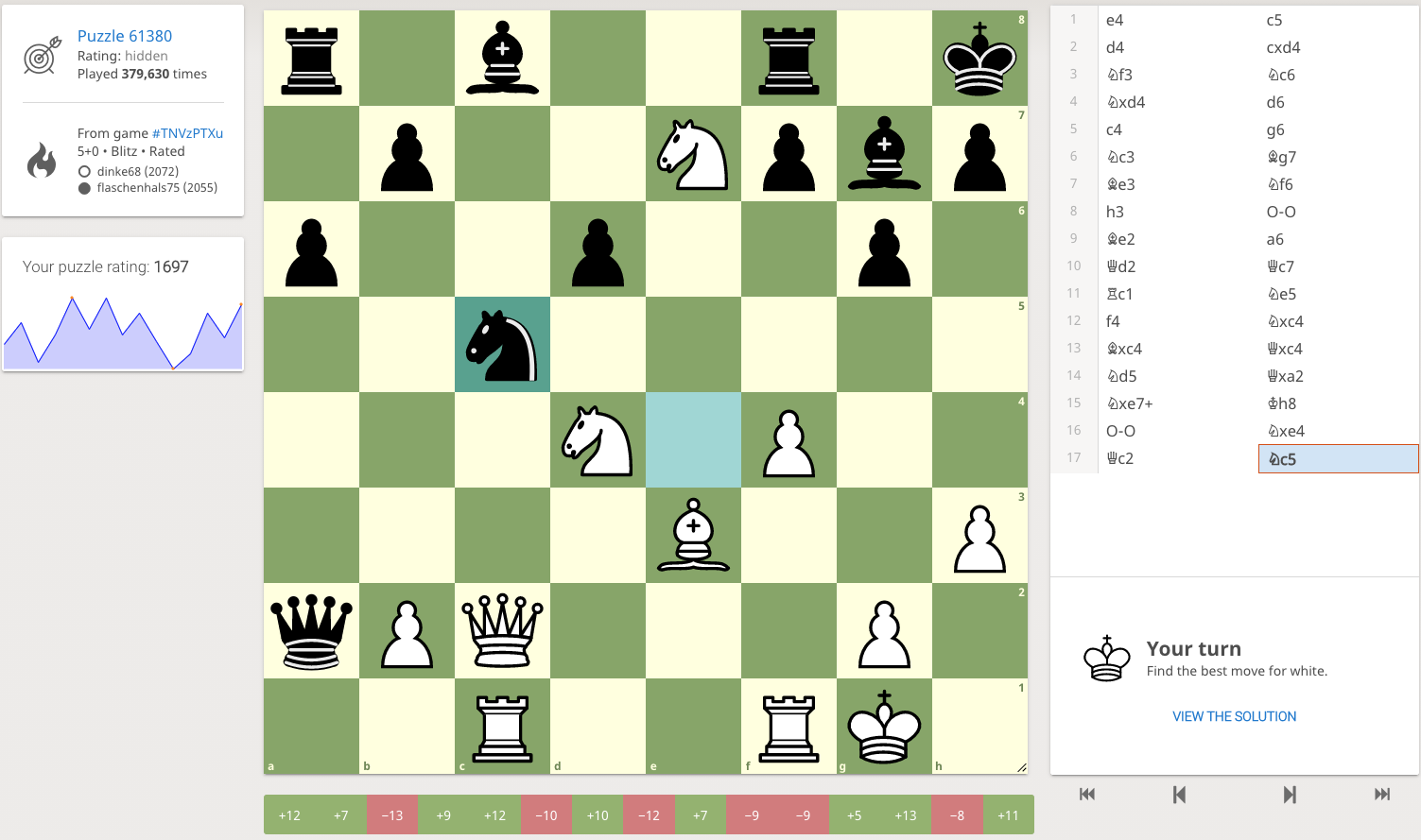
حل الألغاز علي موقع ليتشس

- حل الألغاز علي موقع ليتشسيتيح الموقع للمستخدمين ممارسة الشطرنج أونلاين وكما يتيح المراسلات ضد اللاعبين الآخرين في ضوابط زمنية مختلفة.[44][45] يمكن لأي شخص تعلم الشطرنج علي الموقع لوجود ميزة التدريب، حيث توجد أساسيات الشطرنج، تكتيكات، إحداثيات الشطرنج وكيف تحرك القطع، ألغاز، ومكتبة فيديو، ومستكشف الافتتاحيات، ودراسات، ولوحة تحليل المباريات. كما يوجد قسم لمدربين الشطرنج حيث يمكن لمن يريد الاستفادة بخداماتهم التواصل معهم.

- ليشيس هو أول موقع يحتوي علي مميزات لمشاهدة ضعاف البصر علي لعب الشطرنج.[44][45]

- يمكن للاعبين أيضا لعب مباريات ضد محرك البحث الشهير ستوك فيش مع العديد من مستويات الصعوبة.[46] كما يمكن تحليل المباريات[47] عن طريقه. ويوجد علي الموقع أكثر من مليوني مباراة متاحة، [48]يمكن لأي شخص مشاهدة وتحليل المباريات.[49]